# Volstok Telefunken
Volstok (voorheen Volstok Telefunken ) is een Gents animatiebedrijf, opgericht en geleid door Wouter Sel en Thijs De Cloedt. 

Het bedrijf is vooral bekend van het animeren van Kabouter Wesley, in opdracht van Jonas Geirnaert en Woestijnvis.
Sel en De Cloedt studeerden animatiefilm aan KASK Gent. Daar zaten ze in het jaar van Jonas Geirnaert en Jelle De Beule.
Volstok Telefunken maakt animatie en motion design voor TV, bedrijfsfilms en reclame.

## Realisaties
- Generiek Man Bijt Hond (VRT) seizoen 2007-2008
- Visuals voor Het Gesproken Dagblad, Man Bijt Hond (VRT), seizoen 2007-2008 / 2008-2009 / 2009-2010
- Rubriek De Monsters, Man Bijt Hond (VRT) 2008-2009
- Animatie voor Kabouter Wesley, Man Bijt Hond (VRT) seizoen 2009-2010